# Peter Vanderkaay
Peter Vanderkaay (* 12. Februar 1984 in Rochester Hills, Michigan) ist ein US-amerikanischer Schwimmer, der sich auf die längeren Freistilstrecken spezialisiert hat. Er studiert und trainiert an der University of Michigan.

## Erfolge
- mehrfacher Medaillengewinner bei der Universiade 2003 in Daegu/Südkorea
- Olympiasieger 2004 in Athen mit der US-amerikanischen 4-mal-200-Meter-Freistilstaffel
- Weltmeister 2005 in Montreal mit der 4-mal-200-Meter-Freistilstaffel
- Olympiasieger 2008 in Peking mit der US-amerikanischen 4-mal-200-Meter-Freistilstaffel

## Rekorde
Sein am 13. August 2008 in Peking mit Phelps, Berens und Lochte aufgestellter Weltrekord über 4 × 200 m Freistil wurde am 31. Juli 2009 um eine Hundertstel unterboten.
| U.S. Open Rekorde (2)                                          | U.S. Open Rekorde (2) | U.S. Open Rekorde (2) | U.S. Open Rekorde (2) |
| -------------------------------------------------------------- | --------------------- | --------------------- | --------------------- |
| 1500 m Freistil                                                | 14:45,54 min          | 6. Juli 2008          | Omaha                 |
| 4 × 200 m Freistil (Kurzbahn) (mit Tarwater, Hurd und Ketchum) | 07:01,42 min          | 26. März 2004         | East Meadow           |
| (Stand: 22. Oktober 2011)                                      |                       |                       |                       |